# La Capillita de Juquilita
La Capillita de Juquilita är en ort i Mexiko.   Den ligger i kommunen Zimatlán de Álvarez och delstaten Oaxaca, i den sydöstra delen av landet, 400 km sydost om huvudstaden Mexico City. La Capillita de Juquilita ligger 1 512 meter över havet och antalet invånare är 152.
Terrängen runt La Capillita de Juquilita är varierad. Runt La Capillita de Juquilita är det ganska tätbefolkat, med 172 invånare per kvadratkilometer. Närmaste större samhälle är Santa Cruz Xoxocotlán, 17,5 km norr om La Capillita de Juquilita. Omgivningarna runt La Capillita de Juquilita är en mosaik av jordbruksmark och naturlig växtlighet.